# Dendrobium stipiticola
Dendrobium stipiticola är en orkidéart som beskrevs av Paul Ormerod. Dendrobium stipiticola ingår i släktet Dendrobium, och familjen orkidéer.
Artens utbredningsområde är Papua Nya Guinea. Inga underarter finns listade i Catalogue of Life.